# Thiacidas senex
Auchenisa senex là một loài bướm đêm trong họ Noctuidae.